# کین (فیلم ۲۰۱۸)
کین (به انگلیسی: Kin) یک فیلم سینمایی آمریکایی در ژانر درام، جنایی و علمی تخیلی محصول سال ۲۰۱۸ میلادی به کارگردانی جاناتان و جوش بیکر است و توسط دنیل کیسی نوشته شده و بر اساس یک فیلم کوتاه بنام مرد کیسه ای (۲۰۱۴) ساخته شده‌است. داستان فیلم راجع به پسری جوان است که اسلحه ای عجیبی برای خود پیدا می‌کند. این فیلم در ۳۱ اوت ۲۰۱۸ توسط لاینزگیت فیلمز در ایالات متحده آمریکا اکران شد و با شکست جدی تجاری روبرو شد.

## بازیگران
- مایلز تریت[۳] … الیاس سولینسکی، برادر کوچکتر جیمی و فرزند خوانده هال.
- جک رینور … جیمی سولینسکی، برادر الی، پسر هال و یک همسر سابق.
- زوئی کراویتز … میلی، نواری که به دنبال استراحت است.
- کری کون … مورگان هانتر، یک عامل اف‌بی‌ای.
- دنیس … هال سولینسکی، پدر جیمی و الی.
- جیمز فرانکو … تیلور بالیک، یک ارباب جرم.
- مایکل بی.جردن
- کارلی بورلی

## تولید
در تاریخ ۳۰ اوت ۲۰۱۶، گزارش شد که مایلز تریت، جک رینور، جیمز فرانکو، زوئی کراویتز و دنیس کواید در این فیلم سینمایی بازی می‌کنند.
در سپتامبر سال ۲۰۱۶، لاینزگیت فیلمز حق فروش این فیلم را برای حدود ۳۰ میلیون دلار در جشنواره بین‌المللی فیلم تورنتو خریداری کرد. فیلمبرداری از ۲۴ اکتبر ۲۰۱۶ در تورنتو آغاز شد.

## انتشار
این فیلم توسط لاینزگیت در ایالات متحده در ۳۱ اوت ۲۰۱۸ منتشر شد.

### باکس آفیس
فیلم کین ۵٫۷ میلیون دلار در ایالات متحده آمریکا و کانادا فروش داشت و ۴٫۳ میلیون دلار در دیگر کشورهای مختلف فروش کرد. فروش کل جهانی فیلم در مجموع ۱۰ میلیون دلار بود، در صورتی که این فیلم با بودجه ۳۰ میلیون دالاری ساخته شد.